# تايلر أوت
تايلر أوت (بالإنجليزية: Tyler Ott)‏ هو لاعب كرة قدم أمريكية أمريكي، ولد في 28 فبراير 1992 في تلسا في الولايات المتحدة.

## وصلات خارجية
- تايلر أوت على موقع مرجع كرة القدم المحترفة.كوم (الإنجليزية)